# Жанатуган
Жанатуга́н (каз. Жаңатуған, до 1992 г. — Боево́е) — село в Бурабайском районе Акмолинской области Казахстана. Входит в состав Веденовского сельского округа. Код КАТО — 117037200.

## География
Село расположено в южной части района, на берегу озера Сарыколь, на расстоянии примерно 71 километров (по прямой) к юго-западу от административного центра района — города Щучинск, в 12 километрах к юго-западу от административного центра сельского округа — села Веденовка.
Абсолютная высота — 404 метров над уровнем моря.
Ближайшие населённые пункты: село Уялы — на севере, село Карабулак — на юго-западе.

## Население
В 1989 году население села составляло 123 человек (из них казахи — основное население).
В 1999 году население села составляло 114 человек (50 мужчин и 64 женщины). По данным переписи 2009 года, в селе проживало 60 человек (26 мужчин и 34 женщины).
| Численность населения | Численность населения | Численность населения |
| 1989                  | 1999                  | 2009                  |
| --------------------- | --------------------- | --------------------- |
| 123                   | ↘114                  | ↘60                   |

## Улицы[6]
- ул. Джамбула Джабаева
- ул. Кенесары
- ул. Малика Габдуллина